# سلاملك

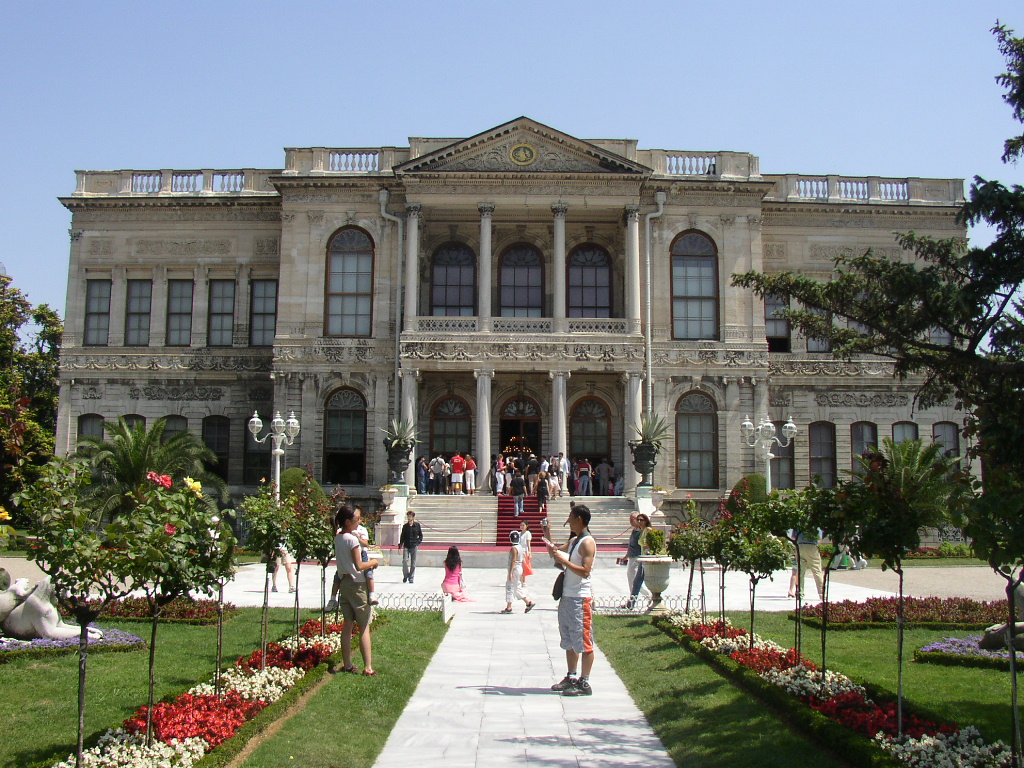
مشهد خارجي لسلاملك قصر طولما باغتشه

السلاملك هو ذاك الجزء من قصور الدولة العثمانية وبيوتها المخصص لاستقبال الضيوف من الرجال، بخلاف السراي التي كانت مخصصة على أسرة الحاكم العثماني والحريم.